# Al Badil Al Taharouri
Al Badil Al Taharouri (in het Arabisch: البديل التحرّري, Het Anarchistisch Alternatief) is een Libanese anarchistische organisatie. De groep heeft banden met Alternative libertaire, een Franse anarchistische beweging.